# 中星9号
中星9号（中: 中星九號、英: Zhongxing 9, ZX-9）は中華人民共和国の通信放送衛星。チャイナサット9（Chinasat 9）とも呼ばれる。中星シリーズの一つ。

## 概要
2004年6月11日にアルカテル・スペース（後にタレス・アレーニア・スペース）が中国衛星通信（チャイナサットコム）から次世代通信衛星中星9号
のシステム設計と製造プロジェクトを受注したと発表した。衛星の打上げは中国のロケットによって行われるが、アルカテル・スペースが打ち上げ作業、軌道制御、軌道上テスト、衛星シミュレータの搬送を担当することとなった。
中星9号はSpacebus 4000C2衛星バスを基礎とし、フランス国内のカンヌ・マンドリュー宇宙センターで製造された。重さ約4500kg、22本のKuバンド・トランスポンダを搭載し、中国全土及びアジア、太平洋などの地域に向けたテレビ放送、特に2008年北京オリンピックの放送などを提供する。この衛星によってテレビやラジオのサービス範囲が広がり、数千万の世帯が、北京オリンピックの試合を見ることが出来るようになったとされる。
2008年6月9日12時15分（GMT）に西昌衛星発射センターから長征3号Bロケットによって打ち上げられた。